# كتف منفصل
الكتف المنفصل، ويعرف أيضا باصابة المفصل الاخرمي الترقوي، وهي اصابة شائعة في هذا المفصل الذي يقع في النهاية اخارجية لعظمة الترقوة والتي تتصل بعظمة لوح الكتف، وتظهر اعراض من ضمنها الالم الذي يجعل من الصعب تحريك الكتف وعادة ما يسبب تشويها فيه.
وفي العادة تكون الإصابة بسبب السقوط على الجزء الامامي والعلوي من الكتف عندما تكون اليد بجانب الجسم، ويتم تصنيف الاصابات على النحو التالي: اصابة من النوع الأول أو الثاني أو الثالث أو الرابع أو الخامس أو السادس ن وكلما كان رقم الإصابة أكبر زادت شدتها.
ويعتمد التشخيص عادة على الفحص الجسدي والتصوير الاشعاعي، ففي الاصابات من النوع الأول والثاني يكون هناك تشويها بسيطا بالعظم، اما في الاصابات من النوع الثالث فان التشويه يعالج برفع اليد للاعلى، ولكن الاصابات من النوع الرابع والخامس والسادس لا تعالج بهذه الطريقة.
وبشكل عام فان الاصابات من النوع والثاني يتم علاجها بدون تدخل جراحي، اما الاصابات من النوع الثالث تحتاج لجراحة، بينما تعالج الاصابات من النوع والرابع والخامس والسادس جراحيا.
تعالج عادة الاصابات من النوع الأول والثاني باستخدام حمالة الكتف ومسكنات للالام لمدة اسبوع أو اثنين، وفي الإصابة من النوع الثالث يتم إجراء عملية جراحيا إذا استمرت الاعراض بعد العلاج بدون جراحة.
ويعد خلع الكتف اصابة شائعة بين ممارسي الرياضة وخاصة رياضات التلامس، حيث تسجل نصف اصابات الكتف بين لاعبي الهوكي وكرة القدم الأمريكية والركبي، وتتراوح عادة اعمار المصابين بين العشرين والثلاثين عاما، كما ان الذكور أكثر عرضة للإصابة من الإناث. وقد تم تصنيف الإصابة بالبداية عام 1967 مع التصنيف الحالي لعام 1984.

## سبب خلع الكتف

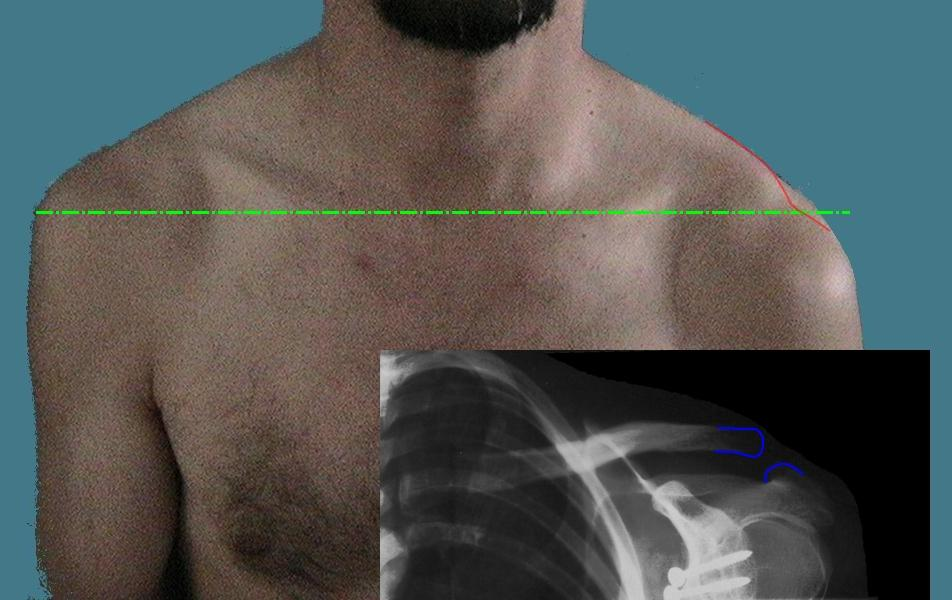
Acromion-clavicle disjunction (left shoulder) — note that the shoulder is lower and the "piano key"; the scar on the photograph and the screws on the radiography are ostheosynthesis material from a former trauma repair, without any connection with the present trauma.

خلع الكتف، ويعرف أيضا باصابة المفصل الاخرمي الترقوي، وهي اصابة شائعة في هذا المفصل الذي يقع في النهاية اخارجية لعظمة الترقوة والتي تتصل بعظمة لوح الكتف، وتظهر اعراض من ضمنها الالم الذي يجعل من الصعب تحريك الكتف وعادة ما يسبب تشويها فيه.
والالية الأكثر شيوعا للإصابة هي السقوط على طرف الكتف أو على يد ممودة. وفي حالات السقوط التي تنتقل فيها القوة بشكل غير مباشر غالبا ما يتأثر الرباط الاخرمي الترقوي فقط، والاربطة الغرابية الترقوية تبقى دون ان تصاب باذى. ففي هوكي الجليد، يكون الخلع احيانا بسبب قوة جانبية، كما هو الحال عندما يتم دفع احدهم بقوة لجانب الحلبة.

## معرض صور

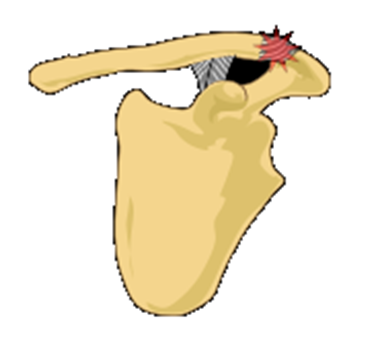
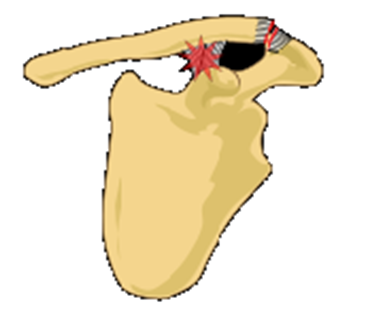
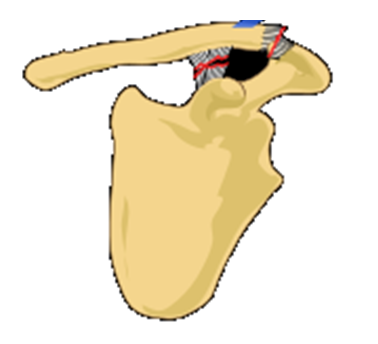
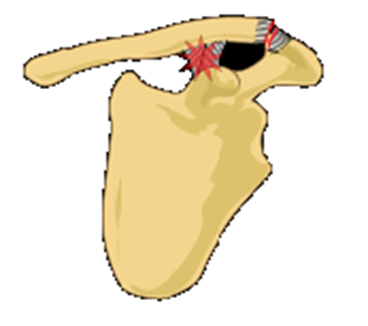
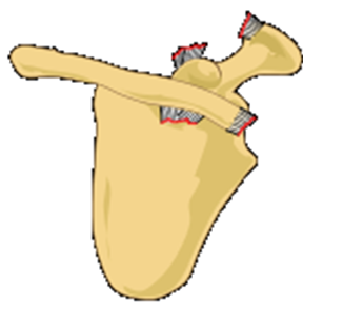
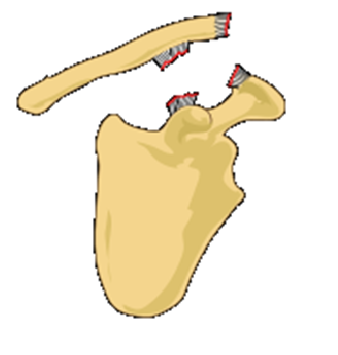